# Mace Windu
Mace Windu, és un personatge de l'univers fictici de La Guerra de les Galàxies. Interpretat per l'actor Samuel L. Jackson, procedent de Haruun Kal és un dels membres del Consell Jedi, on va entrar en el seu trentè natalici, i era un dels millors jedi de tota la galàxia. Després de la mort dels seus pares, va ser enviat a l'Orde Jedi amb només 6 mesos de vida. Es diu que és tant o més mortal que el Mestre Yoda.
És instructor de la forma de lluita VII, només els mestres que són experts en distintes formes poden arribar a la forma VII, ja que és un estil de lluita arriscat, car s'apropa a la concepció sith del combat físic.
És un jedi senzill, així ho denoten els seus vestits. Però, té un toc que el fa diferent a la resta: l'espasa de llum porpra. Això va ser degut al fet que en Samuel L. Jackson li va demanar tenir un toc característic a en George Lucas, i aquest va acceptar.